# Sonate K. 31
Pour les articles homonymes, voir K31.
La sonate K. 31 (F.53/L.231) en sol mineur est une œuvre pour clavier du compositeur italien Domenico Scarlatti.

## Présentation
La sonate K. 31 en sol mineur est notée Allegro. Elle fait partie des sonates publiées par Thomas Roseingrave en 1739.
Kirkpatrick prend cette sonate en exemple pour décrire le style des sonates composées antérieurement aux Essercizi et comparativement aux plus tardives « où chaque note est pleine de vie et de souplesse », alors que les plus anciennes « semblent inertes et rigides », notamment en raison de la tessiture réduite des instruments qui en altère le matériel thématique : les arpèges se retournent sur eux-mêmes (mesures 12 et 28), les gammes sont coupées par des transpositions (mesures 1–4 et 6–8) ; ou des traces du traitement en continuo pour remplir l'harmonie apparaissent (mesures 1–24), ainsi que des influences de l'écriture pour clavier de Pasquini ou de certaines toccatas d'Alessandro Scarlatti (mesures 48–52), et l'écriture en accords (mesures 48–52), prolongement de la tradition des sonatori di ballo de Diruta.

## Éditions et manuscrits
La sonate est publiée comme numéro 12 de l'édition Roseingrave (Londres, 1739) avec les K. 31 à 42. Une copie manuscrite est dans Vienne G 11.

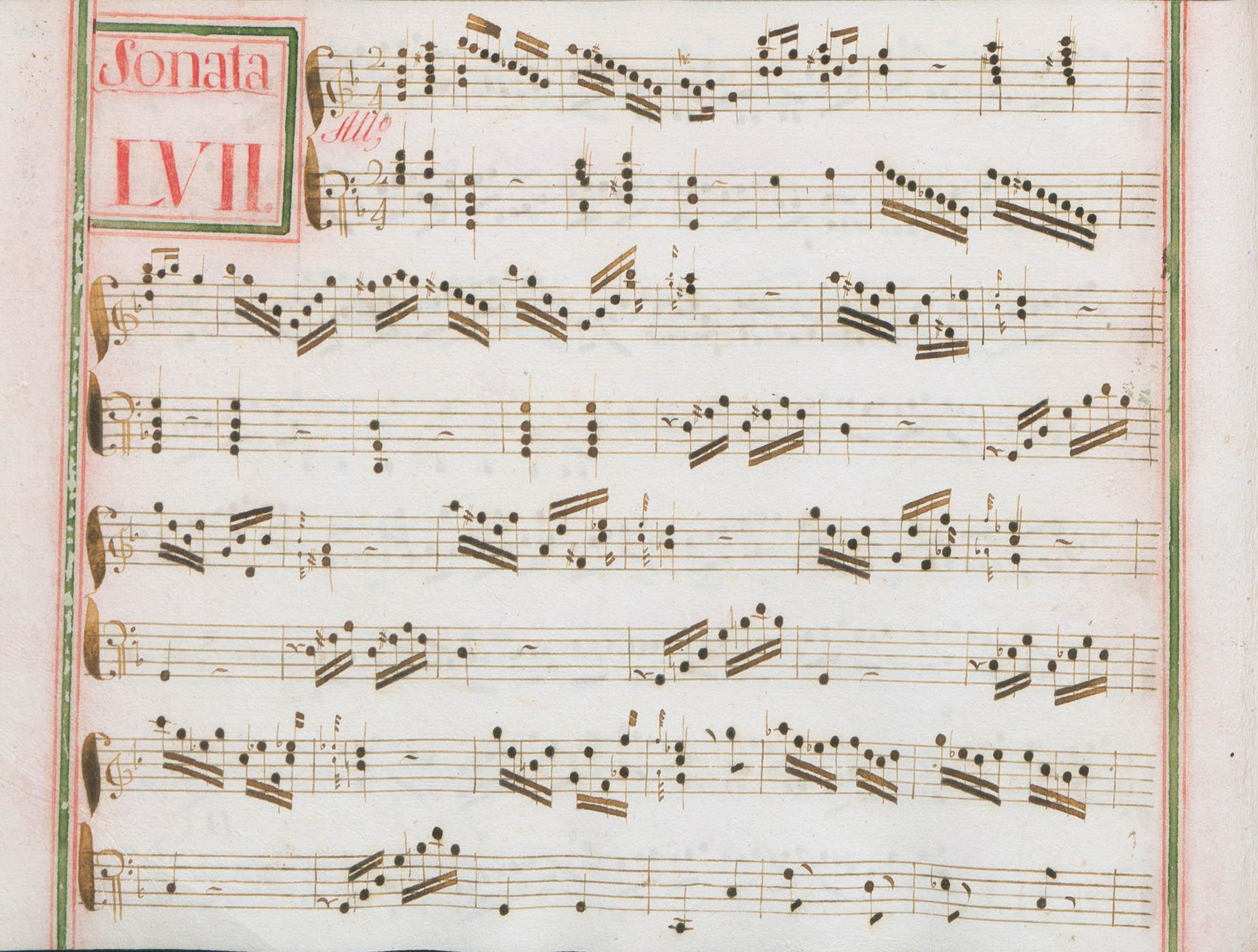
Venise XIV 57.
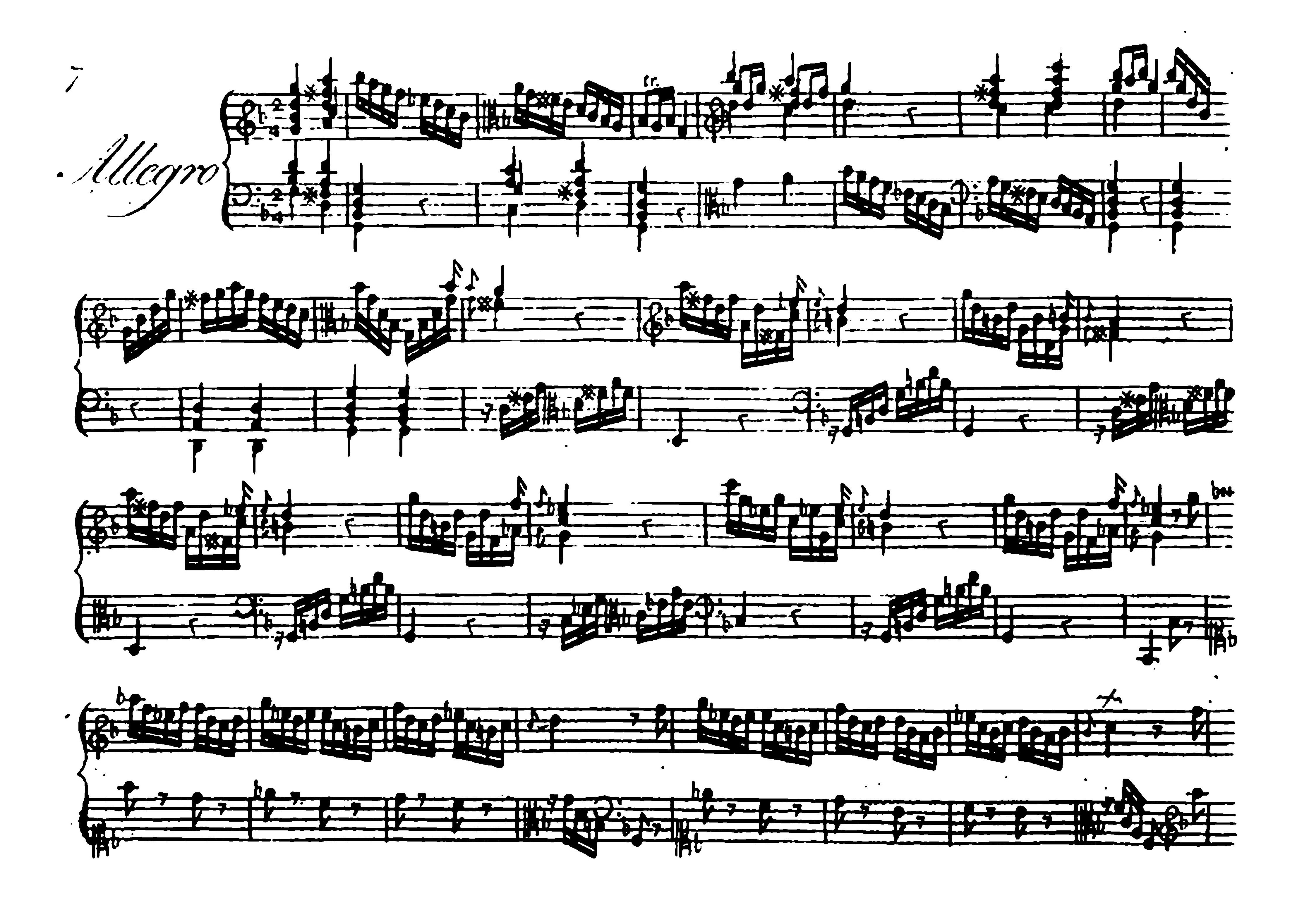
Édition Roseingrave, 1739.
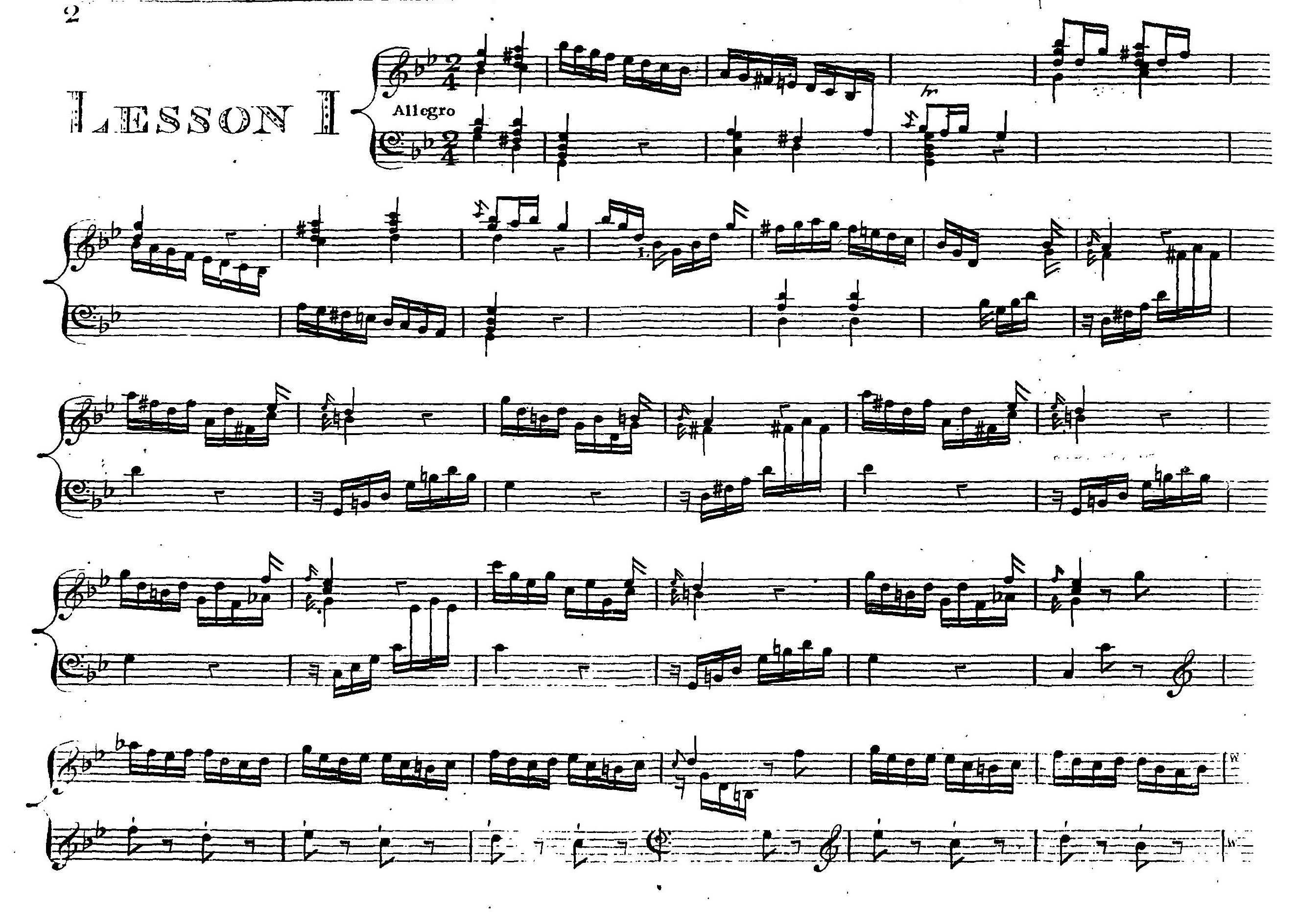
Édition Pitman, 1785.

## Interprètes
La sonate K. 31 est défendue au clavecin par Scott Ross (1985, Erato) et Richard Lester (2005, Nimbus, vol. 6). Vincent Boucher l’a enregistrée à l'orgue (2005, Atma), ainsi que Maria Cecilia Farina (Stradivarius, vol. 9).

## Sources
: document utilisé comme source pour la rédaction de cet article.
- Ralph Kirkpatrick (trad. de l'anglais par Dennis Collins), Domenico Scarlatti, Paris, Lattès, coll. « Musique et Musiciens », 1982 (1re éd. 1953 (en)), 493 p. (ISBN 978-2-7096-0118-4, OCLC 954954205, BNF 34689181).
- Alain de Chambure, « Domenico Scarlatti : Intégrale des sonates — Scott Ross », Erato (2564-62092-2), 1985 (OCLC 891183737) .